# Штелерова морска крава
Штелерова морска крава (Hydrodamalis gigas) је изумрла врста сисара из реда морских крава (Sirenia), а породице дугонга (Dugongidae). Некада је била распрострањена широм северног Пацифика, али се временом одржала само у приобаљу ненасељених Командорских острва. Европљани су је открили 1741, за време експедиције Витуса Беринга, када је описао природњак Георг Штелер. У наредних 27 година је ловљена до изумирања.

## Опис
Штелерова морска крава је била много већа од својих преживелих сродника, ламантина и дугонга. Дужина јој је износила преко 8 метара. Била је тешка до 12 тона. Према записима Штелера, личила је на велику фоку, али је имала развијене предње ноге и реп попут кита. Њена кожа је била црна и дебела, а глава мала у односу на тело. Хранила се морским алгама у крдима. Била је потпуно питома, спора и вероватно није могла да рони.

## Изумирање
Фосилни налази потврђују да је штелерова морска крава некад била распрострањена дуж читавог приобаља северног Пацифика, на југу до Калифорније и Јапана. Временом су је домороци истребили из тих области, тако да се одржала само око Командорских острва, која су била ненасељена. У време доласка Берингове експедиције 1741. године, била је већ веома ретка. Верује се да је тадашња популација бројала мање од 1.500 јединки. Берингова експедиција је почела да их лови 6 месеци пре одласка са острва, ради меса и коже. По Штелеровим записима, месо је било укусно, слично говеђем, док је кожа идеална за обућу, каишеве и покривање чамаца. Након повратка експедиције у Русију, вест се брзо проширила, тако да наредних година стиже много бродова ради лова. Морске краве су немилосрдно изловљаване помоћу харпуна. Само једну од пет животиња би успели да извуку из воде, док би остале бежале рањене и умирале, остављајући месо неискоришћено. Често су трговци крзном свраћали на острво да би се снабдели месом морске краве, које се споро кварило, те је због тога било идеално за дужа путовања. Истраживач Мартин Сауер, записао је у свом дневнику да је последња морска крава код Беринговог острва убијена 1768. године, тако да је врста изумрла 27 година након открића.